# Jan de Vries (friidrottare)
För andra betydelser, se Jan de Vries (olika betydelser).
Jan de Vries, född 2 mars 1896 i Zwolle, död 19 april 1939 i Den Haag, var en nederländsk friidrottare.
de Vries blev olympisk bronsmedaljör på 4 x 100 meter vid sommarspelen 1924 i Paris.